# België op het wereldkampioenschap voetbal 2014
België was een van de deelnemende landen aan het wereldkampioenschap voetbal 2014 in Brazilië. Het was de twaalfde deelname voor het land. Marc Wilmots nam als bondscoach voor het eerst deel aan het WK, als speler was hij er al bij in 1990, 1994, 1998 en 2002. België werd in de kwartfinale uitgeschakeld door Argentinië.

## Kwalificatie

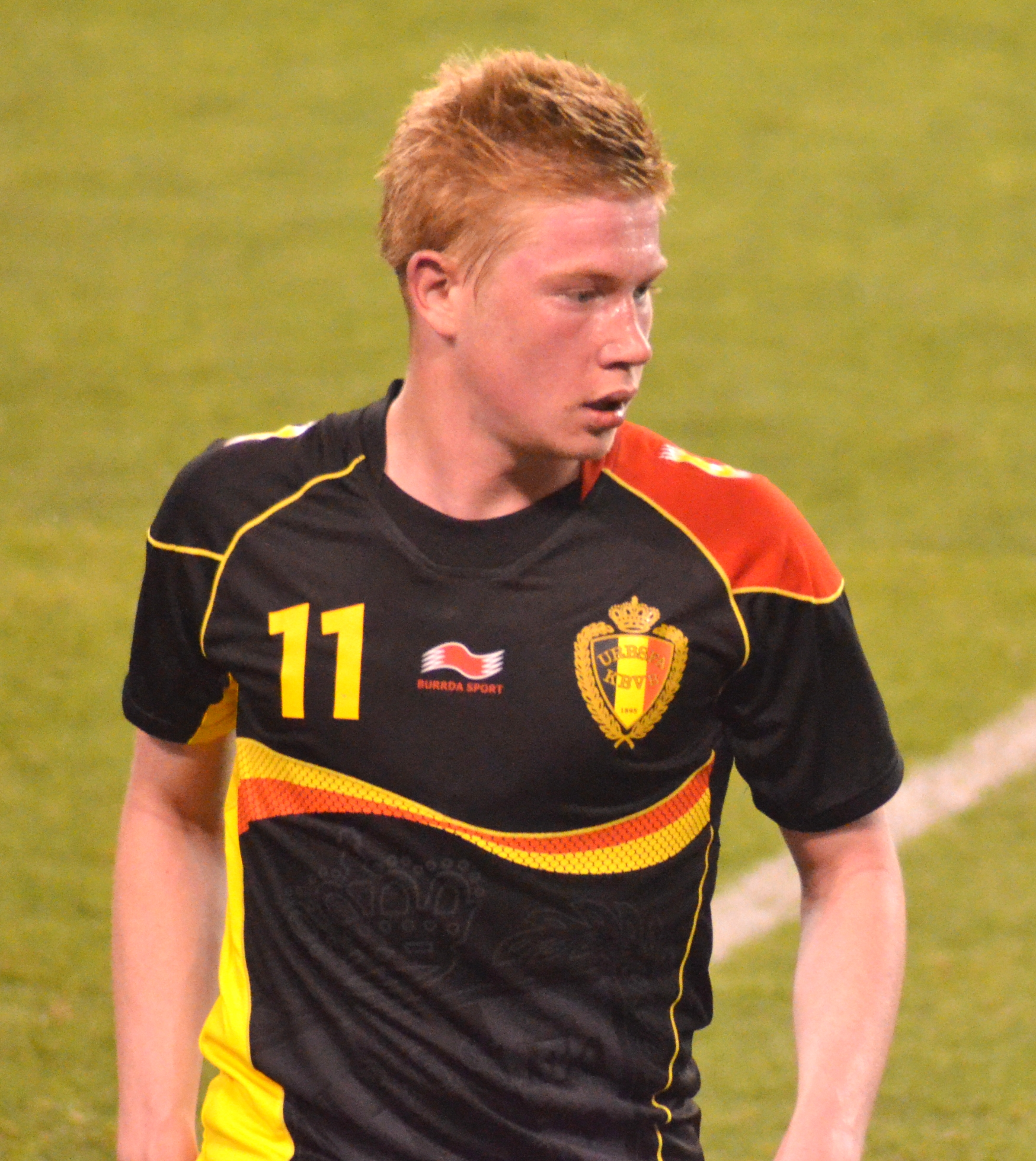
Kevin De Bruyne had met 4 doelpunten en evenveel assists een groot aandeel in de kwalificatie van België.

België begon op 7 september 2012 in groep A aan de kwalificatie voor het wereldkampioenschap. In het eerste duel, een uitwedstrijd tegen Wales, kwamen de Belgen al na 26 minuten met een man meer te staan na een rode kaart voor James Collins voor een tackle op Guillaume Gillet. België buitte de situatie goed uit en won met 0-2 na doelpunten van verdedigers Vincent Kompany en Jan Vertonghen.
In de tweede wedstrijd mocht België het meteen opnemen tegen Kroatië, een van de topfavorieten uit de groep. De Kroaten hadden enkele maanden eerder nog een goede indruk nagelaten op het EK 2012, waar Mario Mandžukić met drie doelpunten gedeeld topschutter was geworden. De Kroaten kwamen snel op voorsprong via Ivan Perišić, maar de Duivels zorgden nog voor de rust voor de 1-1-eindstand via een harde knal van Gillet.
Nadien legden de Belgen een bijna foutloos parcours af, maar slaagden ze er niet in om afstand te nemen van Kroatië. In Servië, een van de andere favorieten, gingen de Rode Duivels overtuigend winnen met 0-3. Kevin De Bruyne was met een assist en een doelpunt de uitblinker. Christian Benteke en Kevin Mirallas zorgden voor de overige twee goals. Ook in eigen huis tegen Schotland lieten de Belgen geen punten liggen. Het werd 2-0 na goals van opnieuw Benteke en Kompany. Vervolgens nam het team van Wilmots het twee keer op rij op tegen Macedonië. In Skopje werd het 0-2 na goals van De Bruyne en Eden Hazard. In Brussel werd het 1-0 na opnieuw een goal van Hazard.
Op 7 juni 2013 deed België voor het eerst een uitstekende zaak in groep A. Het won thuis van Servië met 2-1 na doelpunten van De Bruyne en Marouane Fellaini, terwijl Kroatië verrassend verloor in Schotland. De Belgen liepen daardoor drie punten uit op de Kroaten. Twee maanden later gingen de Belgen zelf met 0-2 winnen in Schotland dankzij goals van Steven Defour en Mirallas. Kroatië kwam op dat ogenblik niet verder dan een 1-1 gelijkspel tegen Servië. De voorsprong van de Belgen bedroeg nu vijf punten, waardoor een gelijkspel tegen Kroatië volstond voor de kwalificatie. De Belgen gingen in Zagreb echter met 1-2 winnen. Twee doelpunten van Romelu Lukaku stelden de kwalificatie veilig. Op de laatste speeldag speelde België 1-1 gelijk tegen Wales. De Bruyne scoorde zijn vierde doelpunt van de WK-kwalificatie.

### Kwalificatieduels
|                        |       |                  |                            |                                                                                                |
| 7 september 2012 20:45 | Wales | 0 − 2            | België                     | Cardiff City Stadium, Cardiff Toeschouwers: 20.156 Scheidsrechter: Stefan Johannesson (Zweden) |
| 7 september 2012 20:45 |       | Wedstrijdverslag | 41' Kompany 83' Vertonghen | Cardiff City Stadium, Cardiff Toeschouwers: 20.156 Scheidsrechter: Stefan Johannesson (Zweden) |

|                         |                 |                  |            | |
| 11 september 2012 20:45 | België          | 1 − 1            | Kroatië    | Koning Boudewijnstadion, Brussel Toeschouwers: 45.000 Scheidsrechter: Alberto Undiano Mallenco (Spanje) |
| 11 september 2012 20:45 | G. Gillet 45+2' | Wedstrijdverslag | 6' Perišić | Koning Boudewijnstadion, Brussel Toeschouwers: 45.000 Scheidsrechter: Alberto Undiano Mallenco (Spanje) |

|                       |        |                  |                                        |                                                                                            |
| 12 oktober 2012 20:30 | Servië | 0 − 3            | België                                 | Rode Ster-stadion, Belgrado Toeschouwers: 21.650 Scheidsrechter: Pavel Královec (Tsjechië) |
| 12 oktober 2012 20:30 |        | Wedstrijdverslag | 35' Benteke 69' De Bruyne 90' Mirallas | Rode Ster-stadion, Belgrado Toeschouwers: 21.650 Scheidsrechter: Pavel Královec (Tsjechië) |

|                       |                         |                  |           | |
| 16 oktober 2012 20:45 | België                  | 2 – 0            | Schotland | Koning Boudewijnstadion, Brussel Toeschouwers: 44.142 Scheidsrechter: Tom Harald Hagen (Noorwegen) |
| 16 oktober 2012 20:45 | Benteke 70' Kompany 72' | Wedstrijdverslag |           | Koning Boudewijnstadion, Brussel Toeschouwers: 44.142 Scheidsrechter: Tom Harald Hagen (Noorwegen) |

|                     |           |                  |                                    |                                                                                        |
| 22 maart 2013 20:45 | Macedonië | 0 − 2            | België                             | Philip II Arena, Skopje Toeschouwers: 15.947 Scheidsrechter: Deniz Aytekin (Duitsland) |
| 22 maart 2013 20:45 |           | Wedstrijdverslag | 26' De Bruyne 62' (pen.) E. Hazard | Philip II Arena, Skopje Toeschouwers: 15.947 Scheidsrechter: Deniz Aytekin (Duitsland) |

|                     |               |                  |           | |
| 26 maart 2013 20:45 | België        | 1 − 0            | Macedonië | Koning Boudewijnstadion, Brussel Toeschouwers: 48.000 Scheidsrechter: Olegário Benquerença (Portugal) |
| 26 maart 2013 20:45 | E. Hazard 62' | Wedstrijdverslag |           | Koning Boudewijnstadion, Brussel Toeschouwers: 48.000 Scheidsrechter: Olegário Benquerença (Portugal) |

|                   |                            |                  |             |                                                                                                   |
| 7 juni 2013 20:45 | België                     | 2 − 1            | Servië      | Koning Boudewijnstadion, Brussel Toeschouwers: 45.844 Scheidsrechter: Stéphane Lannoy (Frankrijk) |
| 7 juni 2013 20:45 | De Bruyne 13' Fellaini 60' | Wedstrijdverslag | 87' Kolarov | Koning Boudewijnstadion, Brussel Toeschouwers: 45.844 Scheidsrechter: Stéphane Lannoy (Frankrijk) |

|                        |           |                  |                         |                                                                                       |
| 6 september 2013 21:00 | Schotland | 0 − 2            | België                  | Hampden Park, Glasgow Toeschouwers: 40.284 Scheidsrechter: Paolo Tagliavento (Italië) |
| 6 september 2013 21:00 |           | Wedstrijdverslag | 38' Defour 89' Mirallas | Hampden Park, Glasgow Toeschouwers: 40.284 Scheidsrechter: Paolo Tagliavento (Italië) |

|                       |              |                  |                    |                                                                                     |
| 11 oktober 2013 18:00 | Kroatië      | 1 − 2            | België             | Maksimirstadion, Zagreb Toeschouwers: 13.000 Scheidsrechter: Howard Webb (Engeland) |
| 11 oktober 2013 18:00 | Kranjčar 83' | Wedstrijdverslag | 15', 38' R. Lukaku | Maksimirstadion, Zagreb Toeschouwers: 13.000 Scheidsrechter: Howard Webb (Engeland) |

|                       |               |                  |            |                                                                                                 |
| 15 oktober 2013 21:00 | België        | 1 − 1            | Wales      | Koning Boudewijnstadion, Brussel Toeschouwers: 45.401 Scheidsrechter: Sergej Karasjov (Rusland) |
| 15 oktober 2013 21:00 | De Bruyne 64' | Wedstrijdverslag | 88' Ramsey | Koning Boudewijnstadion, Brussel Toeschouwers: 45.401 Scheidsrechter: Sergej Karasjov (Rusland) |

### Stand groep A
| Nr. | Land      | GW | W | G | V | DV | DT | DS  | Ptn |
| --- | --------- | -- | - | - | - | -- | -- | --- | --- |
| 1   | België    | 10 | 8 | 2 | 0 | 18 | 4  | +14 | 26  |
| 2   | Kroatië   | 10 | 5 | 2 | 3 | 12 | 9  | +3  | 17  |
| 3   | Servië    | 10 | 4 | 2 | 4 | 18 | 11 | +7  | 14  |
| 4   | Schotland | 10 | 3 | 2 | 5 | 8  | 12 | −4  | 11  |
| 5   | Wales     | 10 | 3 | 1 | 6 | 9  | 20 | −11 | 10  |
| 6   | Macedonië | 10 | 2 | 1 | 7 | 7  | 16 | −9  | 7   |

### Doelpunten en assists
| Naam              | Wed. | Goals | Assists |
| ----------------- | ---- | ----- | ------- |
| Kevin De Bruyne   | 10   | 4     | 4       |
| Eden Hazard       | 9    | 2     | 1       |
| Christian Benteke | 7    | 2     | 1       |
| Kevin Mirallas    | 9    | 2     | 0       |
| Vincent Kompany   | 6    | 2     | 0       |
| Romelu Lukaku     | 4    | 2     | 0       |
| Jan Vertonghen    | 10   | 1     | 2       |
| Steven Defour     | 3    | 1     | 1       |
| Marouane Fellaini | 7    | 1     | 0       |
| Guillaume Gillet  | 2    | 1     | 0       |
| Dries Mertens     | 5    | 0     | 2       |
| Nacer Chadli      | 8    | 0     | 1       |

## WK-voorbereiding

### Wedstrijden
|                                |        |                       |          |                                                                              |
| 14 november 2013 20:45 (UTC+1) | België | 0 – 2                 | Colombia | Koning Boudewijnstadion, Brussel Scheidsrechter: Mark Clattenburg (Engeland) |
| 14 november 2013 20:45 (UTC+1) |        | 51' Falcao 66' Ibarbo |          | Koning Boudewijnstadion, Brussel Scheidsrechter: Mark Clattenburg (Engeland) |

|                                |                               |       |                                    |                                                                          |
| 19 november 2013 20:45 (UTC+1) | België                        | 2 – 3 | Japan                              | Koning Boudewijnstadion, Brussel Scheidsrechter: Fırat Aydınus (Turkije) |
| 19 november 2013 20:45 (UTC+1) | Mirallas 15' Alderweireld 79' |       | 37' Kakitani 53' Honda 63' Okazaki | Koning Boudewijnstadion, Brussel Scheidsrechter: Fırat Aydınus (Turkije) |

|                            |                             |       |                         |                                                                           |
| 5 maart 2014 20:45 (UTC+1) | België                      | 2 – 2 | Ivoorkust               | Koning Boudewijnstadion, Brussel Scheidsrechter: Damir Skomina (Slovenië) |
| 5 maart 2014 20:45 (UTC+1) | Fellaini 17' Nainggolan 51' |       | 74' Drogba 90+2' Gradel | Koning Boudewijnstadion, Brussel Scheidsrechter: Damir Skomina (Slovenië) |

|                           |                                                          |       |             |                                                                                       |
| 26 mei 2014 20:45 (UTC+2) | België                                                   | 5 – 1 | Luxemburg   | Cristal Arena, Genk Toeschouwers: 23.000 Scheidsrechter: Tom Harald Hagen (Noorwegen) |
| 26 mei 2014 20:45 (UTC+2) | R. Lukaku 3', 23', 54' Chadli 71' De Bruyne 90+1' (pen.) |       | 13' Joachim | Cristal Arena, Genk Toeschouwers: 23.000 Scheidsrechter: Tom Harald Hagen (Noorwegen) |

De wedstrijd tegen Luxemburg werd door de FIFA niet erkend als een officiële interland omdat België een keer te veel wisselde. Daardoor verloor Lukaku drie doelpunten.
|                           |        |                             |        |                                                                                       |
| 1 juni 2014 20:30 (UTC+2) | Zweden | 0 – 2                       | België | Friends Arena, Solna Toeschouwers: 24.732 Scheidsrechter: Mark Clattenburg (Engeland) |
| 1 juni 2014 20:30 (UTC+2) |        | 35' R. Lukaku 78' E. Hazard |        | Friends Arena, Solna Toeschouwers: 24.732 Scheidsrechter: Mark Clattenburg (Engeland) |

|                           |             |       |         |                                                                                                 |
| 7 juni 2014 20:45 (UTC+2) | België      | 1 – 0 | Tunesië | Koning Boudewijnstadion, Brussel Toeschouwers: 45.000 Scheidsrechter: Viktor Kassai (Hongarije) |
| 7 juni 2014 20:45 (UTC+2) | Mertens 89' |       |         | Koning Boudewijnstadion, Brussel Toeschouwers: 45.000 Scheidsrechter: Viktor Kassai (Hongarije) |

De wedstrijd tegen Tunesië lag meer dan 45 minuten stil door een hevige hagelbui.

## Het wereldkampioenschap
Op 6 december 2013 werd er geloot voor de groepsfase van het WK in Brazilië. België werd als reekshoofd ondergebracht in Groep H en kreeg daardoor Belo Horizonte, Rio de Janeiro en São Paulo als speelsteden voor de groepsfase. Ook Rusland, Zuid-Korea en Algerije kwamen in Groep H terecht. Bondscoach Marc Wilmots was achteraf tevreden met zowel de speelsteden als tegenstanders. Op 13 mei 2014 maakte Wilmots zijn selectie bekend. Daarin was geen plaats voor onder meer Timmy Simons, Radja Nainggolan, Thorgan Hazard en Michy Batshuayi. Adnan Januzaj en Divock Origi werden voor het eerst opgeroepen door de bondscoach.
De FIFA maakte op 13 mei bekend dat de slogan van het Belgisch elftal, zichtbaar op de spelersbus, "Attendez-vous à l'impossible!" is, dat "verwacht het onmogelijke!" betekent. De slogan werd door supporters gekozen. De FIFA maakte in eerste instantie een vertaalfout en publiceerde de Nederlandstalige slogan als "verwacht je aan het onmogelijke", wat tot kritiek leidde.

### Uitrustingen
| Thuis | Uit | Derde tenue | Doelman | Doelman | Doelman |  |

### Technische staf
| Technische staf      |                |
| Marc Wilmots         | Bondscoach     |
| Vital Borkelmans     | Assistent      |
| Erwin Lemmens        | Keeperstrainer |
| Mario Innaurato      | Fitness Coach  |
| Herman De Landtsheer | Analist        |
| Medische staf        |                |
| Kris Van Crombrugge  | Teamdokter     |
| Lieven Maesschalck   | Fysiotherapeut |
| Bernard Vandevelde   | Fysiotherapeut |
| Geert Neyrinck       | Fysiotherapeut |
| Dirk Nachtergaele    | Masseur        |
| Johan Demecheleer    | Masseur        |

### Selectie en statistieken
| Nr. | Naam                 | Geboortedatum | GW |   |   |   |   |   |   | Club                  | Positie(s) |
| --- | -------------------- | ------------- | -- | - | - | - | - | - | - | --------------------- | ---------- |
| 1   | Thibaut Courtois     | 11-05-1992    | 5  | 0 | 0 | 0 | 0 | 0 | 0 | Atlético Madrid       | GK         |
| 2   | Toby Alderweireld    | 02-03-1989    | 4  | 0 | 2 | 0 | 0 | 0 | 0 | Atlético Madrid       | RB, CB     |
| 3   | Thomas Vermaelen     | 14-11-1985    | 1  | 0 | 0 | 0 | 0 | 0 | 1 | Arsenal FC            | CB, LB     |
| 4   | Vincent Kompany      | 10-04-1986    | 4  | 0 | 1 | 0 | 0 | 0 | 0 | Manchester City       | CB         |
| 5   | Jan Vertonghen       | 24-04-1987    | 5  | 1 | 1 | 0 | 0 | 1 | 0 | Tottenham Hotspur     | LB, CB     |
| 6   | Axel Witsel          | 12-01-1989    | 4  | 0 | 1 | 0 | 0 | 0 | 0 | Zenit Sint-Petersburg | DM         |
| 7   | Kevin De Bruyne      | 28-06-1991    | 4  | 1 | 0 | 0 | 0 | 0 | 0 | VfL Wolfsburg         | RW, AM     |
| 8   | Marouane Fellaini    | 22-11-1987    | 5  | 1 | 0 | 0 | 0 | 1 | 0 | Manchester United     | AM, CM     |
| 9   | Romelu Lukaku        | 13-05-1993    | 4  | 1 | 0 | 0 | 0 | 2 | 2 | Everton FC            | CF         |
| 10  | Eden Hazard          | 07-01-1991    | 5  | 0 | 1 | 0 | 0 | 1 | 2 | Chelsea FC            | LW, AM     |
| 11  | Kevin Mirallas       | 05-10-1987    | 4  | 0 | 0 | 0 | 0 | 2 | 2 | Everton FC            | RW, CF     |
| 12  | Simon Mignolet       | 06-03-1988    | 0  | 0 | 0 | 0 | 0 | 0 | 0 | Liverpool FC          | GK         |
| 13  | Sammy Bossut *       | 11-08-1985    | 0  | 0 | 0 | 0 | 0 | 0 | 0 | Zulte Waregem         | GK         |
| 14  | Dries Mertens        | 06-05-1987    | 5  | 1 | 0 | 0 | 0 | 2 | 3 | SSC Napoli            | LW, RW     |
| 15  | Daniel Van Buyten    | 07-02-1978    | 5  | 0 | 0 | 0 | 0 | 0 | 0 | Bayern München        | CB         |
| 16  | Steven Defour        | 15-04-1988    | 1  | 0 | 0 | 0 | 1 | 0 | 0 | FC Porto              | DM, CM     |
| 17  | Divock Origi         | 18-04-1995    | 5  | 1 | 0 | 0 | 0 | 3 | 2 | Lille OSC             | CF         |
| 18  | Nicolas Lombaerts    | 20-03-1985    | 1  | 0 | 0 | 0 | 0 | 0 | 0 | Zenit Sint-Petersburg | CB, LB     |
| 19  | Mousa Dembélé        | 16-07-1987    | 2  | 0 | 1 | 0 | 0 | 0 | 1 | Tottenham Hotspur     | CM, DM, AM |
| 20  | Adnan Januzaj        | 05-02-1995    | 1  | 0 | 0 | 0 | 0 | 0 | 1 | Manchester United     | LW, RW, AM |
| 21  | Anthony Vanden Borre | 24-10-1987    | 1  | 0 | 0 | 0 | 0 | 0 | 0 | RSC Anderlecht        | RB         |
| 22  | Nacer Chadli         | 02-08-1989    | 4  | 0 | 0 | 0 | 0 | 3 | 1 | Tottenham Hotspur     | LW, AM     |
| 23  | Laurent Ciman        | 05-08-1985    | 0  | 0 | 0 | 0 | 0 | 0 | 0 | Standard Luik         | CB         |

* Opmerking: Sammy Bossut zou afgevallen zijn indien de geblesseerde doelman Koen Casteels tijdig fit geraakte voor het WK. Uiteindelijk raakte Casteels niet op tijd fit. Oorspronkelijk was Silvio Proto opgeroepen, maar de doelman van Anderlecht brak tijdens de laatste competitiewedstrijd zijn pols.

### Wedstrijden
| Nr. | Land       | GW | W | G | V | DV | DT | DS | Ptn |
| --- | ---------- | -- | - | - | - | -- | -- | -- | --- |
| 1   | België     | 3  | 3 | 0 | 0 | 4  | 1  | +3 | 9   |
| 2   | Algerije   | 3  | 1 | 1 | 1 | 6  | 5  | +1 | 4   |
| 3   | Rusland    | 3  | 0 | 2 | 1 | 2  | 3  | −1 | 2   |
| 4   | Zuid-Korea | 3  | 0 | 1 | 2 | 3  | 6  | −3 | 1   |

#### Groepsfase
|                          |                          |         |                     |                                                                                        |
| 17 juni 2014 13:00 UTC−3 | België                   | 2 – 1   | Algerije            | Mineirão, Belo Horizonte Toeschouwers: 56.800 Scheidsrechter: Marco Rodríguez (Mexico) |
| 17 juni 2014 13:00 UTC−3 | Fellaini 70' Mertens 80' | Verslag | 25' (pen.) Feghouli | Mineirão, Belo Horizonte Toeschouwers: 56.800 Scheidsrechter: Marco Rodríguez (Mexico) |

| België | Algerije |

| België:        |    |                   |     |
|                |    |                   |     |
| GK             | 1  | Thibaut Courtois  |     |
| RB             | 2  | Toby Alderweireld |     |
| CB             | 15 | Daniel Van Buyten |     |
| CB             | 4  | Vincent Kompany   |     |
| LB             | 5  | Jan Vertonghen    | 24' |
| CM             | 6  | Axel Witsel       |     |
| CM             | 19 | Mousa Dembélé     | 65' |
| AM             | 22 | Nacer Chadli      | 46' |
| RW             | 7  | Kevin De Bruyne   |     |
| CF             | 9  | Romelu Lukaku     | 58' |
| LW             | 10 | Eden Hazard       |     |
| Wisselspelers: |    |                   |     |
| MF             | 14 | Dries Mertens     | 46' |
| FW             | 17 | Divock Origi      | 58' |
| MF             | 8  | Marouane Fellaini | 65' |
| Coach:         |    |                   |     |
| Marc Wilmots   |    |                   |     |

| Algerije:         |    |                        |     |
|                   |    |                        |     |
| GK                | 23 | Raïs M'Bolhi           |     |
| RB                | 22 | Mehdi Mostefa          |     |
| CB                | 2  | Madjid Bougherra       |     |
| CB                | 5  | Rafik Halliche         |     |
| LB                | 3  | Faouzi Ghoulam         |     |
| CM                | 19 | Saphir Taïder          |     |
| DM                | 12 | Carl Medjani           | 84' |
| CM                | 14 | Nabil Bentaleb         | 34' |
| RW                | 10 | Sofiane Feghouli       |     |
| CF                | 15 | El Arbi Hillel Soudani | 66' |
| LW                | 21 | Riyad Mahrez           | 71' |
| Wisselspelers:    |    |                        |     |
| FW                | 13 | Islam Slimani          | 66' |
| MF                | 8  | Mehdi Lacen            | 71' |
| FW                | 9  | Nabil Ghilas           | 84' |
| Coach:            |    |                        |     |
| Vahid Halilhodžić |    |                        |     |

Man van de wedstrijd:

 Kevin De Bruyne

|                          |           |         |         |                                                                                       |
| 22 juni 2014 13:00 UTC−3 | België    | 1 – 0   | Rusland | Maracanã, Rio de Janeiro Toeschouwers: 73.819 Scheidsrechter: Felix Brych (Duitsland) |
| 22 juni 2014 13:00 UTC−3 | Origi 88' | Verslag |         | Maracanã, Rio de Janeiro Toeschouwers: 73.819 Scheidsrechter: Felix Brych (Duitsland) |

| België | Rusland |

| België:        |    |                   |     |
|                |    |                   |     |
| GK             | 1  | Thibaut Courtois  |     |
| RB             | 2  | Toby Alderweireld | 73' |
| CB             | 15 | Daniel Van Buyten |     |
| CB             | 4  | Vincent Kompany   |     |
| LB             | 3  | Thomas Vermaelen  | 31' |
| CM             | 6  | Axel Witsel       | 54' |
| CM             | 7  | Kevin De Bruyne   |     |
| AM             | 8  | Marouane Fellaini |     |
| RW             | 14 | Dries Mertens     | 75' |
| CF             | 9  | Romelu Lukaku     | 57' |
| LW             | 10 | Eden Hazard       |     |
| Wisselspelers: |    |                   |     |
| DF             | 5  | Jan Vertonghen    | 31' |
| FW             | 17 | Divock Origi      | 57' |
| FW             | 11 | Kevin Mirallas    | 75' |
| Coach:         |    |                   |     |
| Marc Wilmots   |    |                   |     |

| Rusland:       |    |                     |     |
|                |    |                     |     |
| GK             | 1  | Igor Akinfejev      |     |
| RB             | 2  | Aleksej Kozlov      | 62' |
| CB             | 14 | Vasili Berezoetski  |     |
| CB             | 4  | Sergej Ignasjevitsj |     |
| LB             | 23 | Dmitri Kombarov     |     |
| CM             | 20 | Viktor Fajzoelin    |     |
| CM             | 8  | Denis Gloesjakov    | 38' |
| AM             | 6  | Maksim Kanoennikov  |     |
| RW             | 19 | Aleksandr Samedov   | 90' |
| CF             | 9  | Aleksandr Kokorin   |     |
| LW             | 17 | Oleg Sjatov         | 83' |
| Wisselspelers: |    |                     |     |
| DF             | 22 | Andrej Jesjtsjenko  | 62' |
| MF             | 10 | Alan Dzagojev       | 83' |
| FW             | 11 | Aleksandr Kerzjakov | 90' |
| Coach:         |    |                     |     |
| Fabio Capello  |    |                     |     |

Man van de wedstrijd:

 Eden Hazard

|                          |            |         |                | |
| 26 juni 2014 17:00 UTC−3 | Zuid-Korea | 0 – 1   | België         | Novo Estádio do Corinthians, São Paulo Toeschouwers: 61.397 Scheidsrechter: Ben Williams (Australië) |
| 26 juni 2014 17:00 UTC−3 |            | Verslag | 78' Vertonghen | Novo Estádio do Corinthians, São Paulo Toeschouwers: 61.397 Scheidsrechter: Ben Williams (Australië) |

| Zuid-Korea | België |

| Zuid-Korea:    |    |                |     |
|                |    |                |     |
| GK             | 21 | Kim Seung-gyu  |     |
| RB             | 12 | Lee Yong       |     |
| CB             | 20 | Hong Jeong-ho  | 35' |
| CB             | 5  | Kim Young-gwon |     |
| LB             | 3  | Yun Suk-young  |     |
| RW             | 17 | Lee Chung-yong |     |
| CM             | 14 | Han Kook-young | 46' |
| CM             | 16 | Ki Sung-yong   |     |
| LW             | 9  | Son Heung-min  | 73' |
| AM             | 13 | Koo Ja-cheol   |     |
| CF             | 18 | Kim Shin-wook  | 66' |
| Wisselspelers: |    |                |     |
| FW             | 11 | Lee Keun-ho    | 46' |
| MF             | 7  | Kim Bo-kyung   | 66' |
| FW             | 19 | Ji Dong-won    | 73' |
| Coach:         |    |                |     |
| Hong Myung-bo  |    |                |     |

| België:        |    |                      |     |
|                |    |                      |     |
| GK             | 1  | Thibaut Courtois     |     |
| RB             | 21 | Anthony Vanden Borre |     |
| CB             | 15 | Daniel Van Buyten    |     |
| CB             | 18 | Nicolas Lombaerts    |     |
| LB             | 5  | Jan Vertonghen       |     |
| CM             | 16 | Steven Defour        | 45' |
| CM             | 19 | Mousa Dembélé        | 50' |
| AM             | 8  | Marouane Fellaini    |     |
| RW             | 20 | Adnan Januzaj        | 60' |
| CF             | 11 | Kevin Mirallas       | 88' |
| LW             | 14 | Dries Mertens        | 59' |
| Wisselspelers: |    |                      |     |
| FW             | 17 | Divock Origi         | 59' |
| FW             | 22 | Nacer Chadli         | 60' |
| MF             | 10 | Eden Hazard          | 88' |
| Coach:         |    |                      |     |
| Marc Wilmots   |    |                      |     |

Man van de wedstrijd:

 Jan Vertonghen

#### 1/8 finale
|                         |                           |              |                  |                                                                                       |
| 1 juli 2014 17:00 UTC−3 | België                    | 2 – 1 (n.v.) | Verenigde Staten | Bahia Arena, Salvador Toeschouwers: 51.227 Scheidsrechter: Djamel Haimoudi (Algerije) |
| 1 juli 2014 17:00 UTC−3 | De Bruyne 93' Lukaku 105' | Verslag      | 107' Green       | Bahia Arena, Salvador Toeschouwers: 51.227 Scheidsrechter: Djamel Haimoudi (Algerije) |

| België | Verenigde Staten |

| België:        |    |                   |      |
|                |    |                   |      |
| GK             | 1  | Thibaut Courtois  |      |
| RB             | 2  | Toby Alderweireld |      |
| CB             | 15 | Daniel Van Buyten |      |
| CB             | 4  | Vincent Kompany   | 42'  |
| LB             | 5  | Jan Vertonghen    |      |
| CM             | 6  | Axel Witsel       |      |
| CM             | 8  | Marouane Fellaini |      |
| AM             | 7  | Kevin De Bruyne   |      |
| RW             | 14 | Dries Mertens     | 60'  |
| CF             | 17 | Divock Origi      | 91'  |
| LW             | 10 | Eden Hazard       | 111' |
| Wisselspelers: |    |                   |      |
| FW             | 11 | Kevin Mirallas    | 60'  |
| FW             | 9  | Romelu Lukaku     | 91'  |
| MF             | 22 | Nacer Chadli      | 111' |
| Coach:         |    |                   |      |
| Marc Wilmots   |    |                   |      |

| Verenigde Staten: |    |                   |        |
|                   |    |                   |        |
| GK                | 1  | Tim Howard        |        |
| RB                | 20 | Geoff Cameron     | 18'    |
| CB                | 3  | Omar Gonzalez     |        |
| CB                | 5  | Matt Besler       |        |
| LB                | 7  | DaMarcus Beasley  |        |
| CM                | 19 | Graham Zusi       | 72'    |
| DM                | 13 | Jermaine Jones    |        |
| CM                | 4  | Michael Bradley   |        |
| RW                | 23 | Fabian Johnson    | 32'    |
| CF                | 8  | Clint Dempsey     |        |
| LW                | 11 | Alejandro Bedoya  | 105+2' |
| Wisselspelers:    |    |                   |        |
| DF                | 2  | DeAndre Yedlin    | 32'    |
| FW                | 18 | Chris Wondolowski | 72'    |
| MF                | 16 | Julian Green      | 105+2' |
| Coach:            |    |                   |        |
| Jürgen Klinsmann  |    |                   |        |

Man van de wedstrijd:

 Tim Howard

#### Kwartfinale
|                         |            |         |        | |
| 5 juli 2014 13:00 UTC−3 | Argentinië | 1 – 0   | België | Estádio Nacional de Brasília, Brasilia Toeschouwers: 68.551 Scheidsrechter: Nicola Rizzoli (Italië) |
| 5 juli 2014 13:00 UTC−3 | Higuaín 8' | Verslag |        | Estádio Nacional de Brasília, Brasilia Toeschouwers: 68.551 Scheidsrechter: Nicola Rizzoli (Italië) |

| Argentinië | België |

| Argentinië:       |    |                    |     |
|                   |    |                    |     |
| GK                | 1  | Sergio Romero      |     |
| RB                | 4  | Pablo Zabaleta     |     |
| CB                | 15 | Martín Demichelis  |     |
| CB                | 2  | Ezequiel Garay     |     |
| LB                | 23 | José María Basanta |     |
| DM                | 6  | Lucas Biglia       | 75' |
| DM                | 14 | Javier Mascherano  |     |
| RW                | 7  | Ángel Di María     | 33' |
| AM                | 10 | Lionel Messi       |     |
| LW                | 22 | Ezequiel Lavezzi   | 71' |
| CF                | 9  | Gonzalo Higuaín    | 81' |
| Wisselspelers:    |    |                    |     |
| MF                | 8  | Enzo Pérez         | 33' |
| FW                | 18 | Rodrigo Palacio    | 71' |
| MF                | 5  | Fernando Gago      | 81' |
| Coach:            |    |                    |     |
| Alejandro Sabella |    |                    |     |

| België:        |    |                   |         |
|                |    |                   |         |
| GK             | 1  | Thibaut Courtois  |         |
| RB             | 2  | Toby Alderweireld | 68'     |
| CB             | 15 | Daniel Van Buyten |         |
| CB             | 4  | Vincent Kompany   |         |
| LB             | 5  | Jan Vertonghen    |         |
| CM             | 6  | Axel Witsel       |         |
| CM             | 8  | Marouane Fellaini |         |
| AM             | 7  | Kevin De Bruyne   |         |
| RW             | 11 | Kevin Mirallas    | 60'     |
| CF             | 17 | Divock Origi      | 59'     |
| LW             | 10 | Eden Hazard       | 53' 75' |
| Wisselspelers: |    |                   |         |
| FW             | 9  | Romelu Lukaku     | 59'     |
| MF             | 14 | Dries Mertens     | 60'     |
| MF             | 22 | Nacer Chadli      | 75'     |
| Coach:         |    |                   |         |
| Marc Wilmots   |    |                   |         |

Man van de wedstrijd:

 Gonzalo Higuaín

KBVB · A-internationals · Selecties · Statistieken · Bondscoaches · Belgisch vrouwenelftal · Olympisch elftal · België U21 · België U20 · België U19 · België U18 · België U17 · België U16 · Vrouwen U19 · Vrouwen U17
Albanië ·
Algerije ·
Andorra ·
Argentinië ·
Armenië ·
Australië ·
Azerbeidzjan ·
Bosnië en Herzegovina · 
Brazilië ·
Bulgarije ·
Burkina Faso ·
Canada ·
Chili ·
Colombia ·
Costa Rica ·
Cyprus ·
DDR ·
Denemarken ·
Duitsland ·
Egypte ·
El Salvador ·
Engeland ·
Estland ·
Faeröer ·
Finland ·
Frankrijk ·
Gabon ·
Gibraltar ·
Griekenland ·
Hongarije ·
Ierland ·
IJsland ·
Irak ·
Israël ·
Italië ·
Ivoorkust ·
Japan ·
Joegoslavië ·
Kazachstan ·
Kroatië · 
Letland ·
Litouwen ·
Luxemburg ·
Malta ·
Marokko ·
Mexico ·
Montenegro · 
Nederland ·
Noord-Ierland ·
Noord-Macedonië ·
Noorwegen ·
Oekraïne ·
Oostenrijk ·
Panama · 
Paraguay ·
Peru ·
Polen ·
Portugal ·
Qatar ·
Roemenië ·
Rusland ·
San Marino ·
Saoedi-Arabië ·
Schotland ·
Servië ·
Servië en Montenegro ·
Slovenië ·
Slowakije ·
Sovjet-Unie ·
Spanje ·
Tsjechië ·
Tsjecho-Slowakije ·
Tunesië · 
Turkije · 
Uruguay · 
Verenigde Staten · 
Wales · 
Wit-Rusland ·
Zambia · 
Zuid-Korea · 
Zweden · 
Zwitserland
Algerije (2014) ·
Argentinië (2014) · 
Brazilië (2018) · 
Canada (2022) · 
Denemarken (2021) · 
Engeland (2018, 1) · 
Engeland (2018, 2) · 
Finland (2021) · 
Frankrijk (1904) ·
Frankrijk (2018) · 
Ierland (2016) · 
Italië (2016) · 
Italië (2021) · 
Japan (2018) · 
Kroatië (2022) · 
Marokko (2022) · 
Nederland (1985) · 
Panama (2018) ·
Polen (1982) · 
Portugal (2021) · 
Rusland (2014) · 
Rusland (2021) · 
Sovjet-Unie (1982) · 
Tunesië (2018) · 
Verenigde Staten (2014) ·
West-Duitsland (1980) · 
Zuid-Korea (2014)